# Москва-квартет
Москва-квартет (в 1992—1997 годах: Талан-квартет) — российский струнный квартет, действовавший в 1991—2004 годах.
Участники квартета, выпускники Московской консерватории и Российской академии музыки, с 1991 годах совершенствовали мастерство ансамблистов под руководством Валентина Берлинского, в 1995 году приняли участие в лондонском мастер-классе Амадеус-квартета. В 1997 году были удостоены первой премии на Международном конкурсе им Готфрида фон Айнема в Австрии.
Наряду с исполнением стандартного репертуара квартет охотно работал с новейшей, эстетически радикальной музыкой. Музыканты квартета записали мировую премьеру трёх струнных квартетов Александра Танеева, все квартеты Александра Гречанинова.

## Состав
Первая скрипка:
- Владимир Таланов

Вторая скрипка:
- Александр Таланов

Альт:
- Ольга Булакова

Виолончель:
- Алексей Стеблёв